# Liodytes alleni
Liodytes alleni (смугастий вуж-ракоїд) — вид змій родини полозових (Colubridae). Ендемік США. Вид названий на честь американського зоолога Джоеля Асафа Аллена.

## Опис
Смугасті вужі-ракоїди мають кремезну будову тіла і досягають довжини 33-50 см (враховуючи хвіст). Верхня частина тіла у них темна, поцяткована нечіткими світлими смугами. Нижня частина тіла жовта, поцяткована кількома темними плямами. Спинні луски гладкі, формують 19 рядів, у анальній області є кілька кілеподібних лусок. Вид демонструє чітко виражений статевий диморфізм, причому самиці більші за самців. Смугасті вужі-ракоїди схожі на блискучих вужів-ракоїдів (Liodytes rigida rigida), однак у останніх на нижній частині тіла є два ряди плям, а у Liodytes alleni — один ряд.

## Поширення і екологія
Смугасті вужі-ракоїди мешкають на півострові Флорида, в штаті Флорида та на південному сході штату Джорджія. Вони живуть на болотах, у відкритих водно-болотних угіддях, у кипарисових заболочених лісах, на покосінах та на затоплюваних луках. Ведуть напівводний спосіб життя. Активні протягом всього року, за винятком найхолодніших місяців. Зустрічаються серед коріння водної рослинності та на суходолі під поваленими деревами. Живляться переважно раками, яких утримують кільцями тіла та маленькими, дуже гострими зубами, поїдаючи живцем. Молоді змії живляться личинками бабок і креветок. Живородні, нарожують від 4 до 12 дитинчат. Дорослі змії розмножуються навесні, а молоді змійки народжуються наприкінці літа або восени.